# Klauben
Klauben ist ein Trennverfahren für Feststoffmischungen. Hierbei werden Merkmale, die sich ansonsten nicht zu einer Trennung benutzen lassen, wie zum Beispiel die Farbe, für jeden Bestandteil gemessen und die Bestandteile anschließend danach einzeln sortiert.
Klauben findet zum Beispiel durch Arbeiter bei der Aussortierung von Erzen und Taubes Gestein aus dem Fördergut des Bergbaus oder bei der Müllsortierung statt.
Durch neue sensorgestützte Techniken mit Computerverarbeitung und Aussortieren über Druckluftstöße oder Auswerfer ist auch ein automatisiertes Klauben möglich. Automatisiertes Klauben findet zum Beispiel bei der Aufarbeitung von Altglas statt. Der vorher zerkleinerte Glasbruch aus den Containern wird optisch erfasst und nach seiner Farbe sortiert (Farbsortierer). Andere Sensoren trennen in anderen Spektralbereichen, z. B. im Infrarot- oder Ultraviolettbereich oder mit Hilfe von Röntgenspektren. 